# 刘诗颖
刘诗颖（1993年9月24日—），山东牟平人，中国女子田径运动员，主攻标枪项目。刘诗颖在2005年5月进入当地体校练习标枪，两年后，她被送至烟台市体校，此之后她的成绩有所提升。2012年，她首次代表国家参加国际赛事，接连获得亚洲青年锦标赛冠军和世界青年锦标赛亚军。后来她的成绩稳步提升，2016年，她成功入选里约奥运中国田径队阵容。2017年5月，她在国际田联川崎黄金挑战赛上以66米47的成绩刷新亚洲纪录。2018年5月，她在大阪黄金大奖赛上以67米12刷新个人最好成绩，同年8月，她以66米09的成绩获得个人首枚亚运金牌。
2021年8月6日，她在2020年夏季奥运会女子标枪决赛中以66米34赢得金牌，成为首位获得该项目奥运金牌的亚洲运动员。这也是中国田径史上第二枚田赛项目奥运金牌。
2022年5月3日被授予中国青年五四奖章。

## 外部連結
- 刘诗颖在国际奥林匹克委员会的资料
- 刘诗颖在的頁面
- 刘诗颖的新浪微博